# Associazione Sportiva Pescara 1946-1947
Questa voce raccoglie le informazioni riguardanti l'Associazione Sportiva Pescara nelle competizioni ufficiali della stagione 1946-1947.

## Rosa
| N. |                   | Ruolo | Calciatore            |
| -- | ----------------- | ----- | --------------------- |
|    | Italia (bandiera) | D     | Aldo Brandimarte (II) |
|    | Italia (bandiera) | C     | Mario Brandimarte (I) |
|    | Italia (bandiera) | A     | Salvatore Centorame   |
|    | Italia (bandiera) | C     | Remo Chiulli          |
|    | Italia (bandiera) | A     | Nino Costantini       |
|    | Italia (bandiera) | C     | Alfredo De Angelis    |
|    | Italia (bandiera) | C     | Ciriaco D'Incecco     |
|    | Italia (bandiera) | P     | Mariano Fabiani       |
|    | Italia (bandiera) | P     | Delio Gabaglio        |
|    | Italia (bandiera) | A     | Antonio Giorgetti     |
|    | Italia (bandiera) | A     | Berardo Lanciaprima   |

| N. |                   | Ruolo | Calciatore          |
| -- | ----------------- | ----- | ------------------- |
|    | Italia (bandiera) | C     | Edmondo Maturo      |
|    | Italia (bandiera) | D     | Ostavo Mincarelli   |
|    | Italia (bandiera) | P     | Vitaliano Pivi      |
|    | Italia (bandiera) | A     | Piero Ricci         |
|    | Italia (bandiera) | A     | Giuseppe Rinaldi    |
|    | Italia (bandiera) | D     | Alfredo Romagnoli   |
|    | Italia (bandiera) | D     | Francesco Schiavone |
|    | Italia (bandiera) | A     | Giannino Di Teodoro |
|    | Italia (bandiera) | A     | Algiso Toscani      |
|    | Italia (bandiera) | D     | Ettore Tritapepe    |